# Napaporn Charanawat
Napaporn Charanawat (29 de marzo de 1999) es una deportista tailandesa que compite en taekwondo. Ganó una medalla en el Campeonato Mundial de Taekwondo de 2017, y dos medallas en el Campeonato Asiático de Taekwondo en los años 2016 y 2018.

## Palmarés internacional
| Campeonato Mundial  | Campeonato Mundial           | Campeonato Mundial | Campeonato Mundial |
| Año                 | Lugar                        | Medalla            | Categoría          |
| ------------------- | ---------------------------- | ------------------ | ------------------ |
| 2017                | Muju (Corea del Sur)         | Medalla de bronce  | –46 kg             |
| Campeonato Asiático |                              |                    |                    |
| Año                 | Lugar                        | Medalla            | Categoría          |
| 2016                | Pásay (Filipinas)            | Medalla de bronce  | –46 kg             |
| 2018                | Ciudad Ho Chi Minh (Vietnam) | Medalla de plata   | –46 kg             |